# 恩派爾鎮區 (伊利諾伊州麥克萊恩縣)
恩派爾鎮區（英語：Empire Township）是位於美國伊利諾伊州麥克萊恩縣的一個行政鎮區。

## 地方資料
根據2010年美國人口普查的數據，恩派爾鎮區的面積為128.00平方千米，當中陸地面積為127.90平方千米，而水域面積為0.10平方千米。當地共有人口4078人，而人口密度為每平方千米31.86人。